# وظيفة خوران
وظيفة خوران هي قرية في مقاطعة هشترود، إيران. عدد سكان هذه القرية هو 654 في سنة 2006.